# نهائي كأس رابطة الأندية الإنجليزية المحترفة 1994
نهائي كأس رابطة الأندية الإنجليزية المحترفة 1994 هي المباراة النهائية من منافسة كأس رابطة الأندية الإنجليزية المحترفة 1993–94، أقيمت المباراة في 27 مارس 1994، في ملعب ويمبلي، بين فريقي أستون فيلا، ومانشستر يونايتد، وفاز فيها أستون فيلا، بعد أن هزم مانشستر يونايتد، بنتيجة 3 - 1، وكان حكم المباراة Keith Cooper ‏.

## تفاصيل المباراة
لعبت المباراة النهائية في 27 مارس 1994.
| أستون فيلا | 3 -1 | مانشستر يونايتد |
| ---------- | ---- | --------------- |
|            |      |                 |